# Achés
Los achés ("hombre/persona", según su autodenominación) popularmente conocidos en la literatura etnográfica como guayakí, guaiaqui, guayakí, ' y 'guoyagui'  (que significa "ratas rabiosas" o "ratas feroces"), son una etnia guaranizada, como otros pobladores originarios del Paraguay.
El etnólogo y antropólogo francés Pierre Clastres describe en su obra Crónica de los Indios Guayaquis la vida, organización política, social y económica, rituales y cosmogonía de los achés. El libro se publicó en el año de 1986, pero convivió con ellos en el 1963. Actualmente, es una de las bibliografías más completas acerca de los achés.

## Grupos
Se conocen varios grupos de achés con características culturales y dialectales propias, todavía no estudiadas sistemáticamente.
- Aché guayaki, que habitan en la región oriental paraguaya, más específicamente de la Cordillera del Mbarakajú.

- Ache gatú, habitantes del sudoeste aproximadamente la zona del monte de Santa Rosa del Aguaray. Otro grupo también aché gatú estaba ubicado entre los ríos Acaray e Yguazú, al sudeste de Itakyry.

- Un cuarto grupo denominado aché pura originario del Ybytyruzú, se encontraban entre el pueblo de San Joaquín al norte, la ruta de Coronel Oviedo - Ciudad del Este al sur, al este la Ruta Caaguazú – San Joaquín y al oeste, la Ruta Coronel Oviedo – Mbutuy.

- Finalmente, un grupo más al sur denominado aché ua ubicado entre el río Ypeti Guazú, la naciente del Ñakunday superior y el arroyo Yñaro.

- Además de estos achés que eran silvícolas existen otros que ya han tomado contacto con la sociedad paraguaya más específicamente en la colonia nacional guayakí en el departamento de Caazapá. En el año 2000 se calculó que existían unas 960 personas pertenecientes a esta parcialidad.

## Comunidades
De acuerdo a los resultados del Censo y Estudio de Población Indígena del Paraguay de 1981, había 377 achés. El Censo Nacional de Población y Viviendas de 1992 dio 639 achés. El Censo Nacional Indígena de Población y Viviendas y el Censo Nacional de Población y Viviendas de 2002 encontraron 1190 achés. El III Censo Nacional de Población y Viviendas para Pueblos Indígenas y el Censo Nacional de Población y Viviendas de 2012 dieron como resultado la presencia en Paraguay de 1884 achés. Este censo encontró a 972 achés en el departamento de Canindeyú, 448 en el departamento de Caazapá, 233 en el departamento de Caaguazú, 163 el departamento de Alto Paraná, 67 en el departamento Central y 1 en el departamento de San Pedro. El censo reportó que 1238 personas hablaban la lengua aché como primer idioma, 198 como segundo y 24 como tercero.
Comunidades:
En el departamento de Caaguazú
- Cerro Morotĩ (conjunta aché-avá guaraní)

En el departamento de Caazapá
- Ypetĩmi (conjunta aché-avá guaraní)

En el departamento de Alto Paraná
- Acaraymi-Angela Antonia (conjunta avá guaraní-aché)
- Tapy Puerto Barra

En el departamento Central
- Núcleo de familias Kuchingi (conjunta aché-avá guaraní-guaraní occidental-ybytoso)

En el departamento de Canindeyú
- Yakãju (conjunta avá guaraní-aché)
- Arroyo Bandera (conjunta aché-avá guaraní)
- Chupa Pou (conjunta aché-avá guaraní)
- Kuetuvy (conjunta aché-avá guaraní)
- Kuetuvyve (conjunta avá guaraní-aché)
- Bajada Guasu (conjunta avá guaraní-aché-mbyá guaraní)

## Lengua y familia lingüística
La lengua aché pertenece a la familia lingüística Tupi-Guaraní, aunque son distintos a ellos en cuanto a tradiciones y costumbres. Desde el punto de vista lingüístico, su vocabulario revela un guaraní arcaico, mientras la morfosintaxis ha conservado la estructura de un substrato no guaraní, difícil de identificar con precisión. Su "guaranización" se procesó posiblemente a través de elementos de tipo mbyá, como lo indican algunas referencias culturales y semejanzas lingüísticas. En los asentamientos actuales los achés van usando el guaraní paraguayo coloquial, sin embargo aún conservan su lengua, que incluye también un largo vocabulario de palabras específicas por la vida en la selva que no tienen ningún equivalente en la lengua Guaraní.

## Situación geográfica, demográfica y breve historia
Estos indígenas llaman la atención de los paraguayos debido al color de su piel (blanca), sus ojos claros (castaño y ceniza), por la barba en los hombres y otros trazos fisonómicos que los diferencian de otros grupos étnicos, habitantes de la misma selva oriental. Varias son las hipótesis que buscan explicar estas características singulares en una ascendencia exógena a América del Sur, no en tanto, la posibilidad de ser descendientes de vikingos, japoneses u otros pueblos de Asia, que no pasa de ser una mera especulación. El dilema sobre sus orígenes solo podrá ser resuelto con investigaciones minuciosas, especialmente en el campo genético (genoma humano), etnolingüístico y antropológico.
Esta etnia se autodenomina aché (persona), pero han sido apodados derogativamente peyorativamente por los invasores guaraníes: guayaquí (ratones del monte). Los primeros informes los localizaban al este de Paraguay y zonas adyacentes de Brasil. 
Parece que en el momento del contacto con los europeos la zona estaba poblada por dos grupos lingüísticos principales: tribus de la familia Macro-Ge y tribus de la familia Tupí-Guaraní. Las tribus de la primera familia eran generalmente cazadores-recolectores. Los Tupí-Guaraní, en cambio, eran los típicos horticultores de la foresta amazónica: cultivaban mandioca amarga, tenían cerámica y vivían en pueblos más grandes y más permanentes de aquellos de las tribus Ge. Los Tupí-Guaraní llegaron bastante tarde en esta área, por lo tanto se piensa que los grupos Macro-Ge son los directos descendientes de los antiguos residentes de esta zona.
En la actualidad han quedado reducidos (tras el proceso colonial español y paraguayo) a unos 1 190 según el censo nacional de 2002, distribuyéndose en seis comunidades: Chupa Pou (de 6000 hectáreas), Arroyo Bandera (de 700 hectáreas) y Kuetyvy ubicadas en los departamentos de Canindeyú; Puerto Barra en el Alto Paraná; Ypetymí en Caazapá y Cerro Morotí en Caagazú. Su último hábitat libre fue la larga serranía de Yvytyrusú, Caaguazú, San Joaquín y Mbarakayú, que divide la cuenca del río Paraguay de la del río Paraná. Las noticias de enclaves de este pueblo en la cuenca del Paraná datan desde el siglo XVI.

## Economía
Su economía está centrada en la caza con arco y flecha; extracción de miel y almidón. Los hombres cazan y recolectan miel por más o menos siete horas por día, y proporcionan aproximadamente el 87% de las calorías en la dieta del grupo; la mayoría de estas calorías provienen de la carne. Las mujeres en cambio se ocupan de la recolección y del transporte, empleando un cesto llamado naku. Ellas extraen las fibras desde las palmas y recolectan frutos y larvas de insectos. Este trabajo les ocupa aproximadamente dos horas por día. Además las mujeres se ocupan del cuidado de los niños y del desplazamiento del campo, que viene trasladado casi cada día. Por la noche hombres y mujeres se encuentran, se prepara la comida y se comparte de manera igual entre todos los miembros del grupo.
En las reservas, a pesar de que continúen a forrajear frecuentemente en la foresta, los achés han desarrollado un nuevo modo de vida; por ejemplo, en la reserva Chupa Pou, en el norte, en el 1989 había una escuela, una clínica médica, una tienda y un campo de fútbol. Con el tiempo, los achés más jóvenes han aprendido la técnica de agricultura tala y quema y a criar animales domésticos. A través de un proceso gradual, los achés han adoptado un modelo económico similar a lo de muchos pueblos horticultores de la América del Sur. Desde el 1989 los achés de Chupa Pou empezaron a gestionar cooperativamente una tienda y recibieron un título legal sobre la reserva. De toda forma, esto no cambió sus condiciones, porque continúan siendo entre la gente más pobre del Paraguay.

## Organización social y política
Antes de que los achés fueran reducidos en reservas, eran organizados en unidades políticamente independientes que controlaban su propio territorio de caza, en cual cada unidad nomadeaba durante el año respetando las propiedades ajenas. Cada unidad se subdividía luego en bandas más pequeñas, formadas por algunas familias, hasta alcanzar un número de veinte o veinticinco personas. Este desperdigamiento se relacionaba directamente con la dispersión de los animales para cazar. En la foresta, las bandas eran unidades residenciales económicamente autónomas, y a menudo eran formadas por un núcleo parental bilocal, en el cual uno o dos hombres mayores importantes daban el nombre al grupo.
El matrimonio era poligínico y se permite el aborto pero se prohíbe el incesto.
Los nombres de los achés hacen referencia a los animales.  Los nombres se forman con el nombre de una especie animal, que vive en la selva, al cual se le añade el sufijo -gi, para indicar que se trata de un ser humano y no de un animal. La atribución del nombre precede el nacimiento del niño o niña y es efectuada en los últimos meses del embarazo por la madre, quien escoge el animal entre los diversos tipos de caza que se le proporciona para su consumo. A través de la elección del nombre del animal cazado, se crea una relación social entre la mujer, su marido y el cazador que le ha ofrecido la carne escogida.
El poder político entre los achés no era de natura coercitiva, sino un poder no autoritario. Dentro de la estratificación social, existía un jefe que se elegía por ser el que tenía mayor poder al hablar. El jefe no era un hombre que dominaba a los demás o alguien al cual se debía obedecer. Los achés separaban el poder de la violencia. La autoridad se ejercía a través de la palabra, del discurso. El beerugi, el jefe, era el que hablaba, y se definía no por lo que hacía, sino por lo que decía.
En las reservas, la situación política se invirtió y los hombres más jóvenes empezaron a dominar sobre los hombres mayores que tenían el poder político en la foresta. Este fenómeno fue debido al hecho de que los más jóvenes se adaptaron más rápidamente a los nuevos costumbres y tecnologías y a la lengua. Los jóvenes, además, tienen ahora más esposas e hijos que los mayores, y esto le confiere también más poder e influencia. Desde el 1980 hay además una creciente influencia de los achés que han vivido por un tiempo con los paraguayos, porque esto confiere a ellos mayor capacidad en la formación de alianzas estratégicas con misioneros, operadores por los derechos humanos, personales del gobierno, y con otras personas externas al pueblo aché. Los hombres mayores mantienen el liderazgo en las salidas en la foresta y son escuchados y respetados por los jóvenes líderes, pero no participan en modo efectivo en el proceso decisional. Los jefes son elegidos por todo el grupo, incluyendo a las mujeres y a los niños, y la elección se tiene cuando hay un número suficiente de miembros que no esté feliz del líder actual.
Eran igualitarios, repartían sus cazas. Eran hostiles y violentos con gente ajena a la tribu. Dentro de sus principales rituales se encuentran los de nacimiento, pubertad, muerte, purificación después del nacimiento o de la menstruación. Las purificaciones solo se realizaban por hombres. Existían las figuras de “padrino” y “madrina” dentro del ritual del nacimiento.